# Gutierrezia neaeana
Gutierrezia neaeana là một loài thực vật có hoa trong họ Cúc. Loài này được (DC.) Sch.Bip. ex S.F.Blake mô tả khoa học đầu tiên năm 1930.